# San Giuseppe-Santa Chiara
San Giuseppe-Santa Chiara è la circoscrizione amministrativa numero 11 del comune di Trento.
Fanno parte della circoscrizione i quartieri di Cervara, Laste, Santa Chiara, Santa Croce, San Giuseppe, San Pio X, e Santa Maria.

## Descrizione

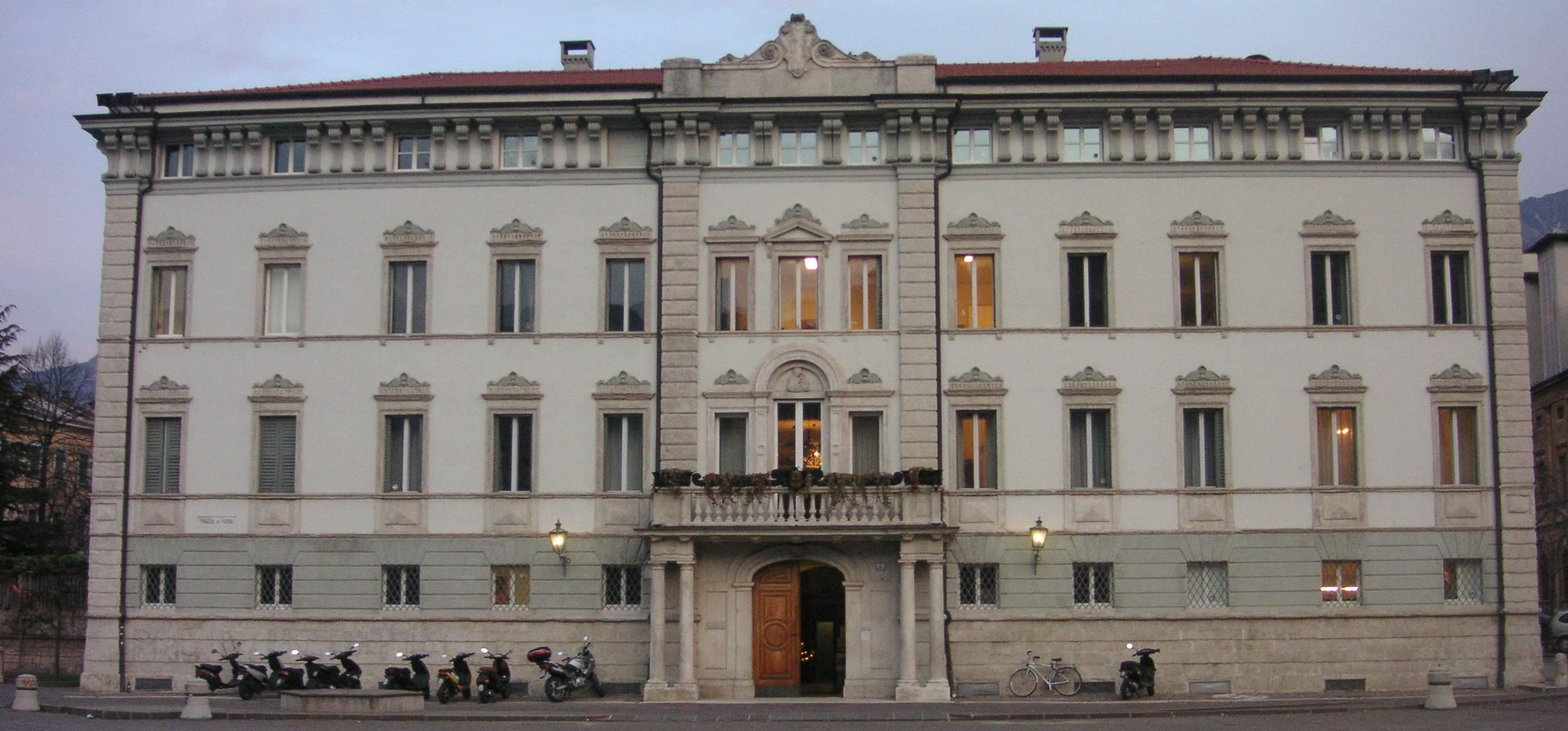
Il palazzo Vescovile in piazza Fiera a Trento

Con una popolazione di 17 726 abitanti (al 2024), è situata nella zona centrale della città e si estende da via delle Laste alla zona di via San Pio X comprendendo parte del lungo l'Adige e del centro storico.
All'interno della circoscrizione si trovano il quartiere Le Albere che ospita il MUSE, entrambi progettati da Renzo Piano nella cosiddetta area ex-Michelin.
Vi era un progetto di smantellamento delle attuali caserme militari che era previsto di spostarle a Mattarello.
All'interno della circosrizione si trovano gli edifici religiosi:
- chiesa di San Giuseppe;[3]
- chiesa di San Pio X;[3]
- santuario della Madonna delle Laste.[4]